# Антипино (Підосиновський район)
Анти́пино (рос. Антипино) — присілок у складі Підосиновського району Кіровської області, Росія. Входить до складу Утмановського сільського поселення.
Населення становить 16 осіб (2010, 32 у 2002).
Національний склад станом на 2002 рік — росіяни 97 %.